# Astragaloi (Album)
Astragaloi ist ein Jazzalbum von Dave Rempis, Elisabeth Harnik und Michael Zerang. Die am 6. März 2020 auf dem ArtFacts Festival in der Alten Gerberei in St. Johann in Tirol entstandenen Aufnahmen erschienen am 1. April 2022 auf Aerophonic Records. Astragaloi ist eine gemeinsame Veröffentlichung von Aerophonic und Idyllic Noise in Österreich, die das gleiche Material im Frühjahr 2022 auf Vinyl vorlegt.

## Hintergrund
Seit Elisabeth Harniks Einführung in die Chicagoer Improvisationsszene beim Umbrella Music Festival 2008, bei dem sie Gastkünstlerin war, hat sie die Beziehungen, die sie dort aufgebaut hat, aktiv gepflegt, unter anderem mit dem Saxophonisten Dave Rempis und dem Schlagzeuger Michael Zerang. Obwohl der erste Auftritt des Trios 2013 in Harniks Heimatstadt Graz stattfand – ein Live-Konzert, das vom Österreichischen Nationalradio/ORF übertragen wurde – hat die Band eine sporadische Auftrittsgeschichte hinter sich. Dieser Eröffnungsabend von ArtActs '20 war einer der letzten Gelegenheiten für einen Liveauftritt vor Ausbruch der COVID-19-Pandemie in Europa. Astragaloi (benannt nach dem gleichnamigen Würfelspiel) ist die dritte Veröffentlichung dieser Trio-Formation nach Wistfully, das 2016 auf Aerophonic erschien, und Triple Tube aus dem Jahr 2020, das von Not Two Records veröffentlicht wurde. Abgesehen von ihrer Arbeit als Trio haben alle drei Musiker seit diesem ersten Treffen in Duo-Kontexten zusammengearbeitet.

## Titelliste
- Dave Rempis, Elisabeth Harnik, Michael Zerang: Astragaloi ()[1]

1. Milkvetch 9:55
2. Macateta 5:08
3. Locoweed 4:16
4. Lago Litupa 14:42
5. Goat‘s-Thorn 7:30

Die Kompositionen stammen von Dave Rempis, Elisabeth Harnik und Michael Zerang.

## Rezeption

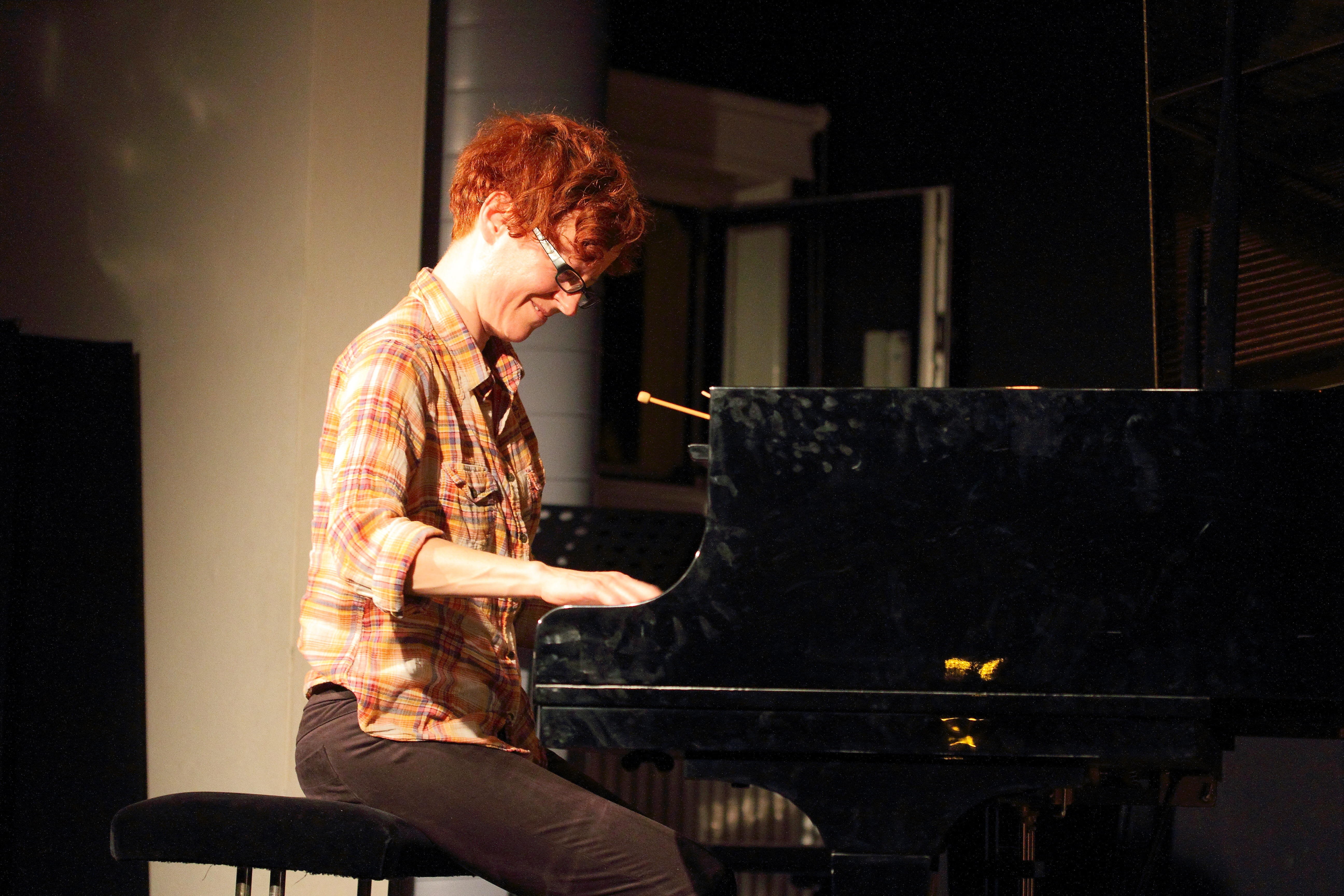
Elisabeth Harnik bei einem Konzert mit Joëlle Léandre 2016

Nach Ansicht von Mark Corroto, der das Album in All About Jazz rezensierte, könnte dieses Trio eine perfekte Studie für die Sozialanthropologie sein. So sei dies ein Aufeinandertreffen von Chicago (in Person von Rempis und Zerang) mit Graz in Österreich (mit Elisabeth Harnik), aber vielleicht sei noch wichtiger, dass die Entwicklung der europäischen Free-Jazz-Bewegung Mitte des 20. Jahrhunderts, die in Chicago gepflegt und weiterentwickelt wurde, mit dieser Live-Performance nach Europa, in diesem Fall nach Österreich zurückkehrt. Mit dem recht seltenen Auftreten eines Akkordinstruments in Rempis’ Gruppen mit Harniks Piano sei die Herangehensweise hier hinreißend. Harniks Fähigkeit, Energie zu erzeugen, sei bewundernswert. Ob sie an der Tastatur oder an den Innenseiten des Instruments arbeite, was sie oft tue, die Musik gehöre ihr. Sie könne eine perkussive Herangehensweise ausführen, die Zerangs Annäherung entspreche, oder schnelle Töne à la Rempis’ Saxophon abfeuern. Zerang sei schon immer ein Kolorist gewesen, so Corroto, hier würze er das Ensemble mit Spritzern und tiefen, resonanten Beats. Alles, was man über den Ursprung, die Entwicklung und die entwickelten Spielweisen des Free Jazz wissen möchte, sei in diesen 42 Minuten enthalten.
Nach Ansicht von Martin Schray (Free Jazz Blog) zieht die Spannung der Musik zunächst aus der besonderen Instrumentierung, denn das basslose Klaviertrio sei seit jeher Herausforderung und klangliches Experiment zugleich, man denke nur an das legendäre Alexander von Schlippenbach Trio. Rempis, Harnik und Zerang hätten in den fast zehn Jahren ihres gemeinsamen Musizierens einen ganz eigenen Klangraum entwickelt. Dieser Klangraum werde noch weiter geöffnet, die drei Musiker würden ein Stück näher an ihre tonalen Grenzen stoßen. „Sie packen alles in diesen wachsenden Klangraum, jeder musikalische Gedanke, jede musikalische Referenz ist ihnen willkommen: die harten Geräusche, die scheinbaren Widersprüche und vor allem die Kontraste, die die Musik so spannend machen: Rempis verbindet freie Improvisation mit emotionaler Ehrlichkeit und Feuer -Atmungsdynamik, Harnik nutzt eine ganze Reihe von Sounds mit purer Expressivität, sie verbindet europäische Abstraktion mit taylorischen Clustern, und Zerang mischt seine ganz eigene Feinheit mit der nahöstlichen Percussion-Tradition.“